# Cerapachys terricola
Cerapachys terricola é uma espécie de formiga do gênero Cerapachys.